# Lucio Manlio Torquato
Lucio Manlio Torquato  (latino: Lucius Manlius Torquatus) (fl. I secolo a.C.) è stato un politico romano.

## Biografia
Fu console nel 65 a.C. con Lucio Aurelio Cotta, dopo che, nel 66 a.C., Publio Cornelio Silla e Publio Autronio Peto, eletti alla carica per l'anno successivo, furono esclusi sotto l'accusa di corruzione di ufficiali (ambitus), anche se, alcuni passi di Cicerone sembrano indicare che l'accusa fosse stata mossa dal figlio di Torquato. Se ne arguirebbe quindi che lo storiografo Cassio Dione possa essere caduto in errore.